# Чан Вонён
Чан Вонён (кор. 장원영, 張員瑛; род. 31 августа 2004, Сеул) — южнокорейская певица, телеведущая и модель. Является участницей гёрл-группы Ive, а также была участницей проектной южнокорейско-японской гёрл-группы Iz*One.

## Биография

### Ранняя жизнь и образование
Родилась 31 августа 2004 года в Ичон-донге, Йонсангу, Сеул. У неё есть старшая сестра. В детстве она посещала курсы флейты, фортепиано, скрипки и плавания, а также занималась математикой и английским языком. Starship Entertainment заметили её на улицах после того, как она посетила церемонию выпуска своей сестры из средней школы. Она тренировалась в Starship Entertainment в течение 1 года и 2 месяцев, прежде чем присоединилась к шоу Produce 48.
После начала деятельности в Iz*One Вонён неофициально объявила о намерении учиться на дому в апреле 2019 года, она бросила среднюю школу Юнган и сдала квалификационный экзамен. Она сдала экзамены на отлично по корейскому, английскому и математике. В 2020 году она поступила в Школу исполнительских искусств по специальности практическая музыка и закончила её 9 февраля 2023 года.

### 2018—настоящее время: Участие вProduce 48, дебют в IZ*ONE и Ive
С 15 июня по 31 августа 2018 года Вонён представляла Starship Entertainment вместе с Ан Юджин и Чо Ка Хен в реалити-шоу на выживание Produce 48. В итоге она заняла первое место и дебютировала с Iz*One.
Корейский дебютный мини-альбом Iz*One Color*Iz был выпущен 29 октября 2018 года под лейблом Off the Record. Его заглавным треком стала песня «La Vie en Rose». И альбом, и его заглавный сингл получили немедленный коммерческий успех, что позволило группе получить награду «Новый артист года» на нескольких церемониях награждения, включая премии Golden Disk Awards и Seoul Music Awards.
Японский дебютный сингл группы «Suki to Iwasetai» был выпущен 6 февраля 2019 года под лейблом UMG EMI Records. Наряду с продвижением японского дебюта группы, Вонён была выбрана вместе с японской участницей Сакурой Мияваки, чтобы организовать сцену сотрудничества между Nogizaka46, Keyakizaka46 и AKB48 на музыкальном фестивале FNS. В начале сентября 2019 года Вонён была выбрана для выхода на подиум на 29-й осенне-зимней выставке Tokyo Girls Collection 2019, проходившей в Сайтама Супер Арена, что ознаменовало её дебют на подиуме. В том же году она вновь появилась на подиуме 29-й осенне-зимней коллекции Tokyo Girls Collection 2019, проходившей в Китакюсю.
После распада Iz*One 29 апреля 2021 года Вонён вернулась в качестве трейни в Starship Entertainment вместе с Юджин. В сентябре Вонён объявили новым ведущей музыкального шоу Music Bank вместе с Сонхуном из Enhypen. Она также была выбрана ведущей церемонии вручения премии Asia Artist Awards 2021 года 2 декабря вместе с Итхыком из Super Junior. 4 ноября Starship Entertainment объявили Вонён одной из шести участниц их новой женской группы Ive.
1 декабря 2021 года Ive выпустили свой дебютный сингловой-альбом Eleven, с одноимённым ведущим синглом. 15 июля 2022 года Вонён была вновь выбрана для проведения премии Asia Artist Awards 2022, которая состоялась в Японии 13 декабря, вместе с Итхыком. В том же году было объявлено, что 16 декабря она будет ведущей фестиваля KBS 2022 года вместе с На Ину и Ким Синён.

## Рекламные сделки
Во время стажировки в Starship Entertainment в начале 2018 года Вонён была выбрана в качестве модели для музыкального клипа, спонсируемого Pepsi Korea, который назывался «Love it Live it», вместе с YDPP и Пак Сан.
Наряду со своей деятельностью в IZ*ONE, Вонён появилась в качестве рекламной модели для обложек многих журналов, включая Beauty Plus, Vogue Korea, и Elle Korea, для различных косметических продуктов известных брендов в Южной Корее, таких как Dior, Miu Miu, и Laura Mercier. Она также появилась в июльском номере журнала GQ Korea за 2020 год. В выпуске Elle Korea за февраль 2021 года Вонён была представлена в качестве модели и девушки с обложки коллекции Miu Miu Pre Spring 2021 вместе с Ким Мин Джу. Она была включена в список K-icons для Miu Miu вместе с Им Юна во время Недели моды Осень/зима 2021 года. В 2021 году Вонён была выбрана в качестве модели для музыкального клипа под названием «ZERO:ATTITUDE», который спонсировался Pepsi для K-Pop кампании Pepsi 2021. Кампания была анонсирована её агентством Starship Entertainment как сотрудничество между IZ*ONE и Сою с участием pH-1.
После распада IZ*ONE Вонён в нескольких фильмах о моде, а именно в коллекции Joséphine от Chaumet и Maritime от Miu Miu. 27 июля 2021 года корпорация Amorepacific объявила, что Вонён выбрана глобальным послом её бренда натуральной косметики Innisfree. В октябре 2021 года Вонён была официально объявлена новой музой Kirsh. Она представляла Kirsh в качестве модели, выбранной брендом для зимней коллекции 2021 года и коллекции SS 2022 года. В выпуске журнала Harper’s Bazaar Korea за декабрь 2021 года, будучи рекламной моделью, Вонён была официально объявлена послом бренда Miu Miu. После анонса она появилась на обложке журнала Y Magazine April 2022, Vol.5, чтобы представить готовую одежду Miu Miu Весна 2022 и коллекцию мечты Bvlgari Divas.
20 мая 2022 года Вонён была официально объявлена новой моделью для SK Telecom. В июне она была выбрана в качестве модели вместе с Лисо в качестве участницы кампании K-Pop Pepsi 2022. Кампания была анонсирована Starship Entertainment как сотрудничество между Ive, Cravity и Oh My Girl для рекламного музыкального клипа под названием «BLUE & BLACK». 18 июля Вонён была выбрана послом бренда одежды для гольфа GOSPHERES, после чего появилась в августовском номере ELLE 2022 в качестве выбранной модели. 21 июля она была официально представлена как глобальная модель и новая муза бренда цветных контактных линз Hapa Kristin.
16 августа она была официально выбрана в качестве новой модели для французского бренда уличной моды Eider. 19 августа Вонён была объявлена первым корейским послом французского ювелирного и часового бренда Fred Joaillier. Она представляла бренд на фотографии для сентябрьского номера журнала Marie Claire Korea за 2022 год.

## Дискография

### Промо-синглы
| Название                                                | Год  | Высшая позиция | Альбом                  |
| Название                                                | Год  | KOR DL         | Альбом                  |
| ------------------------------------------------------- | ---- | -------------- | ----------------------- |
| «Blue & Black» (с Лисо, Хёджон, Арин, Сэримом и Джонмо) | 2022 | 35             | Неальбомный промо-сингл |

## Фильмография

### Телевизионные-шоу
| Год  | Название   | Роль      | Примечание     | Ссылка      |
| ---- | ---------- | --------- | -------------- | ----------- |
| 2018 | Produce 48 | Участница | Заняла 1 место | [ 6 ] [ 7 ] |

### Ведущая
| Год       | Название               | Примечание                         | Ссылка |
| --------- | ---------------------- | ---------------------------------- | ------ |
| 2021—2023 | Music Bank             | вместе с Сонхуном и Ли Чэмин       | [ 14 ] |
| 2021      | Asia Artist Awards     | вместе с Итхыком                   | [ 43 ] |
| 2021      | 2021 KBS Song Festival | вместе с Арин, Субином, и Сонхуном | [ 44 ] |
| 2022      | Asia Artist Awards     | вместе с Итхыком                   | [ 19 ] |
| 2022      | KBS Song Festival      | вместе с Ким Синён и На Ину        | [ 45 ] |

## Награды и номинации
| Церемония                | Год  | Категория                                 | Номинация  | Результат | Ссылка |
| ------------------------ | ---- | ----------------------------------------- | ---------- | --------- | ------ |
| KBS Entertainment Awards | 2021 | Лучшая пара соведущих (вместе с Сонхуном) | Music Bank | Победа    | [ 46 ] |
| KBS Entertainment Awards | 2021 | Премия новичка в категории Шоу            | Music Bank | Номинация | [ 47 ] |